# マンソリー・コルメウム
マンソリー・コルメウム (Mansory Cormeum) は、ドイツの自動車チューニングメーカーであるマンソリー社が、メルセデス・ベンツ・SLS AMGをベースに開発した自動車である。
限定15台で生産されたモデルであり、車名はパトリック・キャシディ (作曲家)によって作曲されたアリア、"Vide Cor Meum"に由来する。フロント部は、ベース車種とは異なるデザインである。また、スカート等を装着した事により、ボディサイズがやや拡大されている。エンジンは660ps、後部には巨大なスポイラーが装着され、よりスポーティーな仕様となっている。一方で、他のマンソリーの車種と同様、車体の構成にはカーボンが用いられ、車両重量の軽量化が行われている。